# Jupp Ernst
Jupp Ernst (* 20. Dezember 1905 in Paderborn; † 24. Oktober 1987 in Langerwehe) war ein deutscher Grafiker, Industriedesigner und Pädagoge.
Als engagiertes Mitglied des Deutschen Werkbunds propagierte er, vor allem in der Nachkriegszeit, die „gute Form“. Zu seinen bekanntesten Entwürfen zählt die Afri-Cola-Flasche von 1962. Darüber hinaus entwickelte Ernst weitere bekannte Markenzeichen. So entwarf er ein Corporate Design für Melitta – vom Markenschriftzug bis zum Porzellandesign der Filtertüten – sowie Logo und Marketing der Firma Resopal.

## Leben
Von 1926 bis 1929 studierte Ernst Grafik an der Handwerker- und Kunstgewerbeschule Bielefeld bei den Professoren Gertrud Kleinhempel und Georg Trump. Im Geist der Moderne in den 1920er Jahren ausgebildet, erlebte er deren Unterdrückung im Nationalsozialismus und engagierte sich umso mehr für deren Wiederaufleben nach 1945.
Als Direktor zweier Werkkunstschulen – der Werkkunstschule Wuppertal und der Werkkunstschule Kassel – bemühte er sich besonders um die „gute Industrieform“. Er beteiligte sich 1949 an der ersten Werkbundausstellung nach dem Krieg, war Mitbegründer des „Rats für Formgebung“ und ab 1951 Vorstandsmitglied des Deutschen Werkbundes. Ab 1930 war er in erster Ehe mit der Textildesignerin Tea Ernst verheiratet. Ebenfalls im Jahr 1951 gründete er die Werkbundzeitschrift „werk und zeit“ und 1957 gemeinsam mit Willem Sandberg und Wilhelm Wagenfeld die Zeitschrift „form“, bei der er bis 1967 Redakteur und Herausgeber war. 1959 ging Ernst eine zweite Ehe mit seiner ehemaligen Schülerin Anna Renate Biermann ein.
Besonders intensiv hat Ernst für die Firmen Melitta, Resopal, Deutsche Werkstätten Hellerau und Tapetenfabrik Gebrüder Rasch gearbeitet, deren Firmenzeichen entwickelt und am Aufbau der Marken mitgewirkt. Für Melitta entwickelte Ernst nicht nur die charakteristische Wortmarke, sondern auch das grün-rote Farbkonzept der Verpackung der Melitta-Filtertüten. Im Jahr 1956 führte er ergänzend zu den Kaffeefiltern die Melitta-Kaffeetisch-Keramik ein und designte ab 1959 die Geschirrserien Paris (Form 21), Zürich (Form 5) und Ascona (Form 4).
Von 1963 bis 1964 war er Mitglied im documenta-Rat, 1969 Mitglied der Jury des Bundespreises Gute Form. Auf der documenta III 1964 hatte er die künstlerische Leitung der Abteilung Industrial Design.
Für Ernst war die Formfrage nicht nur von ökonomischer, sondern auch immer von kultureller Bedeutung. 1987 erhielt Jupp Ernst das große Verdienstkreuz der Bundesrepublik Deutschland verliehen.
2005 übergab Ernsts Witwe Anna Renate Biermann-Ernst den designerischen Nachlass ihres Mannes der Designsammlung der Universität Wuppertal. Sein schriftlicher Nachlass befindet sich im Deutschen Kunstarchiv im Germanischen Nationalmuseum in Nürnberg.